# Oberschleißheim
Oberschleißheim (en français : « Schleissheim-le-haut », nom utilisé pour la différencier de sa voisine Unterschleißheim, c'est-à-dire « Schleissheim-le-bas ») est une commune allemande, située en Bavière, dans l'arrondissement de Munich.

## Lieux d'intérêt
- Le château de Schleissheim
- Le Schwarzhölzl, forêt marécageuse protégée.
- L'annexe du Musée allemand des techniques qui rassemble les aéronefs n'ayant plus suffisamment de place dans le bâtiment principal situé sur une île au milieu de l'Isar dans le centre-ville de Munich.
- L'aérodrome de Schleissheim (Sonderlandeplatz) créé en 1912 et qui est le plus ancien d'Allemagne encore en service.
- Le parcours de régate, construit pour les épreuves d'aviron et de canoë des Jeux olympiques d'été de 1972.

## Personnalités liées à la ville
- Michael Hierl (1868-1933), homme politique allemand né à Oberschleißheim.
- Josef Ertl (1925-2000), homme politique allemand né à Oberschleißheim.
- Isabell Klein (1984-), handballeuse née à Oberschleißheim.